# Мухаммад Ільяс Кандлаві
Мухаммад Ільяс ібн Мухаммад Ісмаїл Кандлаві Ділаві (урду آزاد دائرۃ المعارف، ویکیپیڈیا سے, араб. مولانا محمد إلياس كاندهلوي; нар. 1885 — пом. 13 липня 1944) — індійський мусульманський  теолог, мавлана, засновник ісламського руху «Табліґ Джамаат». 

## Життєпис
Мухаммад Ільяс народився у 1885 році в місті Кандгла, Північно-Західної провінції Британської Індії, нині штат Уттар-Прадеш в Індії, у сім'ї Мухаммада Ісмаїла та його другої дружини Сафії. Деякий час мешкав у місті Нізамуддін, нині частина Делі, де його батько був імамом та викладав релігійні дисципліни у мектебі. Там, під керівництвом свого батька, почав вивчати напам'ять Коран, та завершив заучування Корану. 
Потім навчався в ісламському університеті «Даруль-Улюм Деобанд» у місті Деобанд, нині штат Уттар-Прадеш.
На початку 1920-х років він вирішує почати діяльність по протидії прозелітизму з боку індусів за допомогою створення широкої мережі мусульманських медресе в тих місцях, де активісти індуїзму найбільш активно та успішно поширювали свої релігійні переконання. Проте це потребувало багато коштів, яких у Мухаммада Ільяса не було. 1925 року Мухаммад Ільяс, після повернення з хаджу, сам почав дават, подорожуючи по Індії. У 1926 році він підготував 10 молодих випускників медресе Деобанд і Сагаранпуру та послав їх у місцевість Меват, нині штат Гар'яна для проповідування (давату). 
У 1934 році Ільяс Мухаммад остаточно визначив мету організації, а медресе в Нізамуддіні, де він навчався, стало основним центром руху. Незадовго до смерті Ільяс Мухаммад призначенив свого сина Мухаммада Юсуфа керівником «Табліґ Джамаат».
Мухаммад Ільяс помер 13 липня 1944 року в Нізамуддіні, Делі.